# Leichtathletik-Weltmeisterschaften 2017/Hammerwurf der Frauen

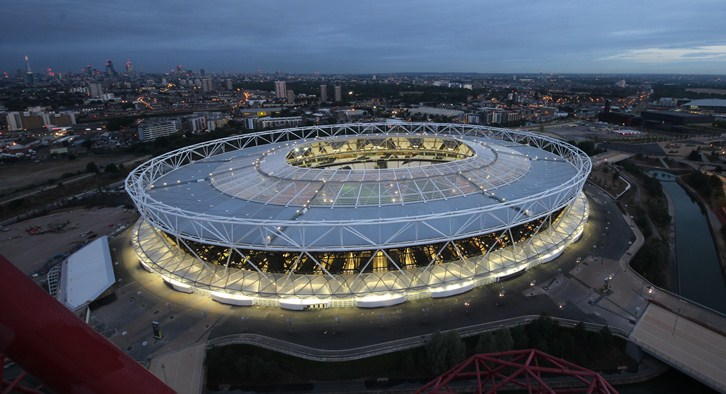
Das Olympiastadion London während der Weltmeisterschaften

Der Hammerwurf der Frauen wurde bei den Leichtathletik-Weltmeisterschaften 2017 wurde am 5. und 7. August 2017 im Olympiastadion der britischen Hauptstadt London ausgetragen.
In diesem Wettbewerb errangen die polnischen Hammerwerferinnen mit Gold und Bronze zwei Medaillen.

Zu ihrem vierten Weltmeistertitel nach 2009, 2013 und 2015 kam die zweifache Olympiasiegerin (2012/2016) Anita Włodarczyk.

Rang zwei belegte die Chinesin Wang Zheng, die 2013 WM-Dritte und Asienmeisterin war.

Bronze ging an Malwina Kopron.

## Bestehende Rekorde
| Weltrekord               | Anita Włodarczyk | 82,98 m | Warschau, Polen                   | 28. August 2016 |
| Weltmeisterschaftsrekord | Anita Włodarczyk | 80,85 m | WM in Peking, Volksrepublik China | 27. August 2015 |

Der bestehende WM-Rekord wurde bei diesen Weltmeisterschaften nicht eingestellt und nicht verbessert.

## Legende
Kurze Übersicht zur Bedeutung der Symbolik – so üblicherweise auch in sonstigen Veröffentlichungen verwendet:
| – | verzichtet |
| x | ungültig   |

## Qualifikation
Die Athletinnen traten zu einer Qualifikationsrunde in zwei Gruppen an. Die für die direkte Finalteilnahme geforderte Qualifikationsweite betrug 71,50 m. Da nur neun Werferinnen diesen Wert übertrafen – hellblau unterlegt, wurde das Finalfeld mit den nachfolgend besten Werferinnen beider Gruppen auf zwölf Sportlerinnen aufgefüllt – hellgrün unterlegt. Schließlich mussten für die Finalteilnahme 70,33 m erbracht werden.

### Gruppe A
5. August 2017, 10:35 Uhr Ortszeit (11:35 Uhr MESZ)
| Platz | Athletin             | Land                | 1. Versuch | 2. Versuch | 3. Versuch | Weite (m) |
| ----- | -------------------- | ------------------- | ---------- | ---------- | ---------- | --------- |
| 1     | Malwina Kopron       | Polen               | 74,97      | –          | –          | 74,97     |
| 2     | Sophie Hitchon       | Großbritannien      | 73,05      | –          | –          | 73,05     |
| 3     | Hanna Malyschtschyk  | Belarus             | 72,79      | –          | –          | 72,79     |
| 4     | Wang Zheng           | Volksrepublik China | 71,89      | –          | –          | 71,89     |
| 5     | Kateřina Šafránková  | Tschechien          | 67,93      | x          | 70,67      | 70,67     |
| 6     | Gwen Berry           | USA                 | 65,09      | 69,12      | x          | 69,12     |
| 7     | Kıvılcım Kaya        | Türkei              | 66,33      | 67,76      | 66,93      | 67,76     |
| 8     | Ida Storm            | Schweden            | 67,39      | x          | x          | 67,39     |
| 9     | Zalina Petrivskaya   | Moldau              | x          | x          | 67,05      | 67,05     |
| 10    | Berta Castells       | Spanien             | 63,09      | 66,11      | 66,05      | 66,11     |
| 11    | Iryna Nowoschylowa   | Ukraine             | 65,78      | 66,02      | 65,52      | 66,02     |
| 12    | Bianca Perie-Ghelber | Rumänien            | 65,07      | x          | x          | 65,07     |
| 13    | Aljona Schamotina    | Ukraine             | 62,63      | 64,03      | 64,88      | 64,88     |
| 14    | Julia Ratcliffe      | Neuseeland          | 64,67      | 64,72      | 61,88      | 64,72     |
| 15    | Nikola Lomnická      | Slowakei            | 64,60      | x          | 63,32      | 64,60     |
| 16    | Susen Küster         | Deutschland         | 59,33      | 62,33      | x          | 62,33     |

In Qualifikationsgruppe A ausgeschiedene Hammerwerferinnen:

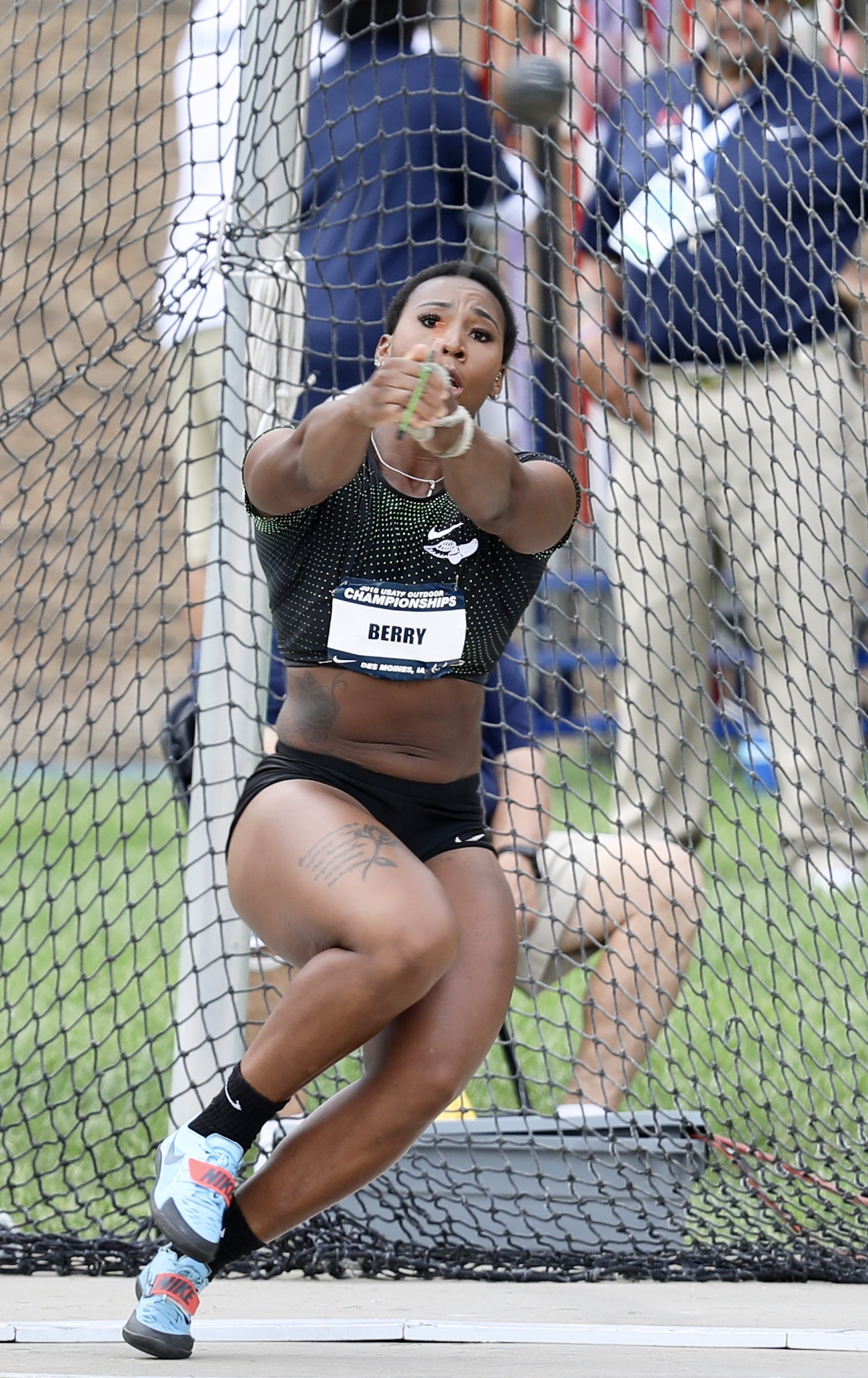
Gwen Berry Rang sechs mit 69,12 m
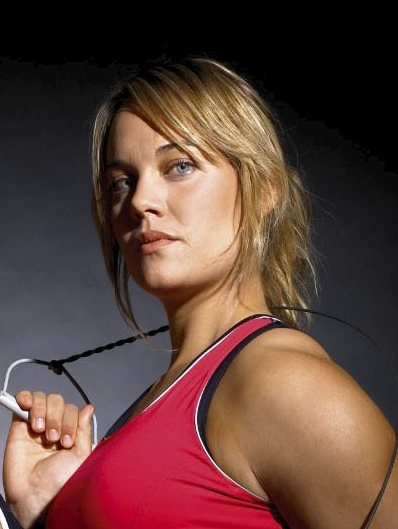
Berta Castells Rang zehn mit 66,11 m
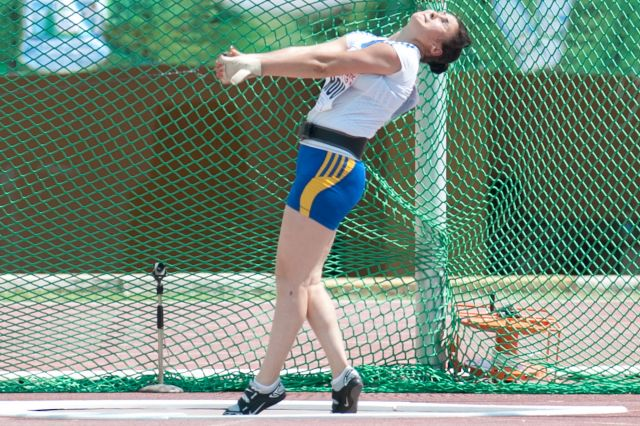
Bianca Perie-Ghelber Rang zwölf mit 65,07 m
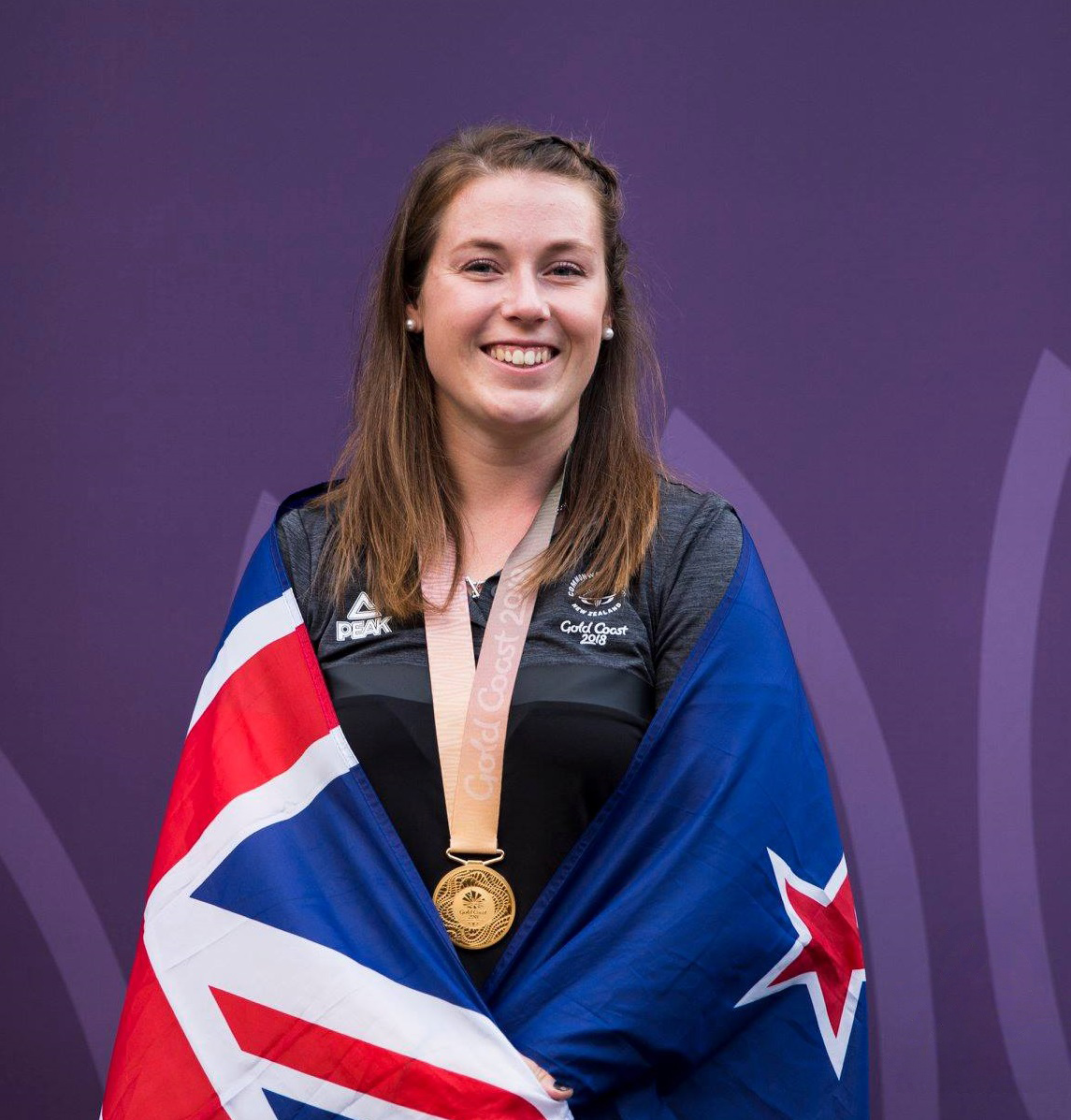
Julia Ratcliffe Rang vierzehn mit 64,72 m

### Gruppe B
5. August 2017, 12:05 Uhr Ortszeit (13:05 Uhr MESZ)
| Platz | Athletin            | Land                | 1. Versuch | 2. Versuch | 3. Versuch | Weite (m) |
| ----- | ------------------- | ------------------- | ---------- | ---------- | ---------- | --------- |
| 1     | Anita Włodarczyk    | Polen               | 74,61      | –          | –          | 74,61     |
| 2     | DeAnna Price        | USA                 | x          | 72,78      | –          | 72,78     |
| 3     | Alexandra Tavernier | Frankreich          | 72,69      | –          | –          | 72,69 SB  |
| 4     | Hanna Skydan        | Aserbaidschan       | 71,78      | –          | –          | 71,78     |
| 5     | Joanna Fiodorow     | Polen               | 71,72      | –          | –          | 71,72     |
| 6     | Zhang Wenxiu        | Volksrepublik China | 71,39      | 70,37      | 70,87      | 71,39     |
| 7     | Kathrin Klaas       | Deutschland         | 69,22      | x          | 70,33      | 70,33     |
| 8     | Luo Na              | Volksrepublik China | x          | 69,54      | 69,37      | 69,54     |
| 9     | Réka Gyurátz        | Ungarn              | x          | 67,48      | 60,93      | 67,48     |
| 10    | Anna Maria Orel     | Estland             | 64,80      | 62,80      | 67,37      | 67,37     |
| 11    | Marinda Petersson   | Schweden            | 63,11      | 66,46      | xx         | 66,46     |
| 12    | Magdalyn Ewen       | USA                 | x          | 66,24      | 65,14      | 66,24     |
| 13    | Marina Nichișenco   | Moldau              | 63,72      | 62,92      | 64,63      | 64,63     |
| 14    | Iryna Klymez        | Ukraine             | 61,24      | 64,20      | 60,76      | 64,20     |
| NM    | Jillian Weir        | Kanada              | x          | x          | x          | ogV       |
| NM    | Jennifer Dahlgren   | Argentinien         | x          | x          | x          | ogV       |

In Qualifikationsgruppe B ausgeschiedene Hammerwerferinnen:

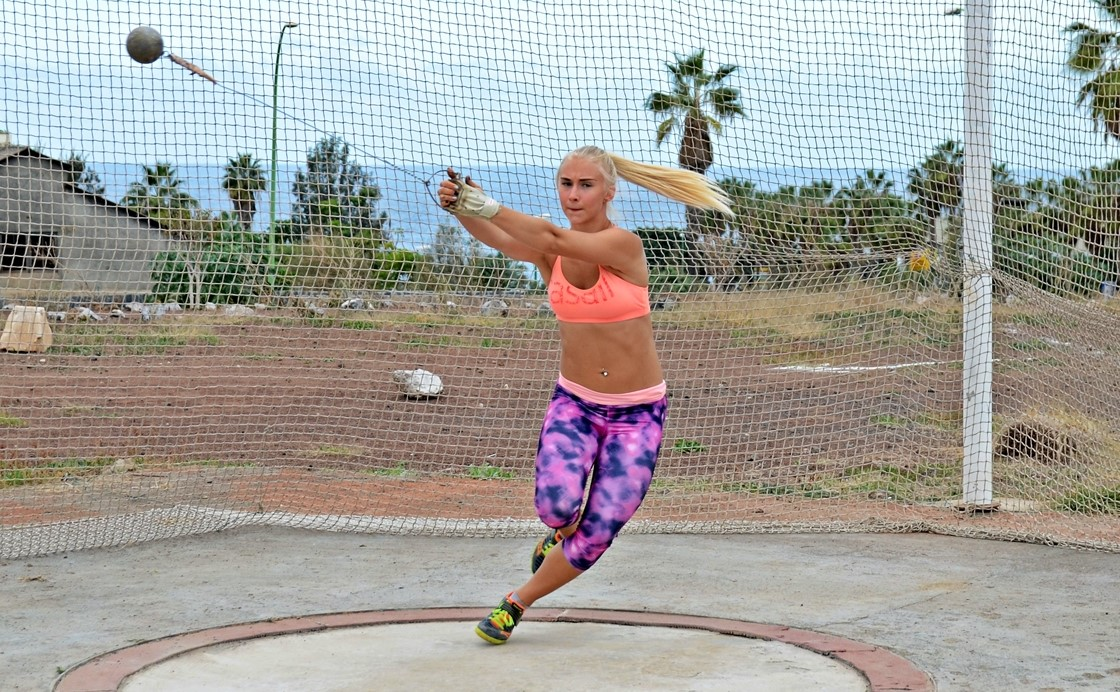
Anna Maria Orel Rang zehn mit 57,37 m
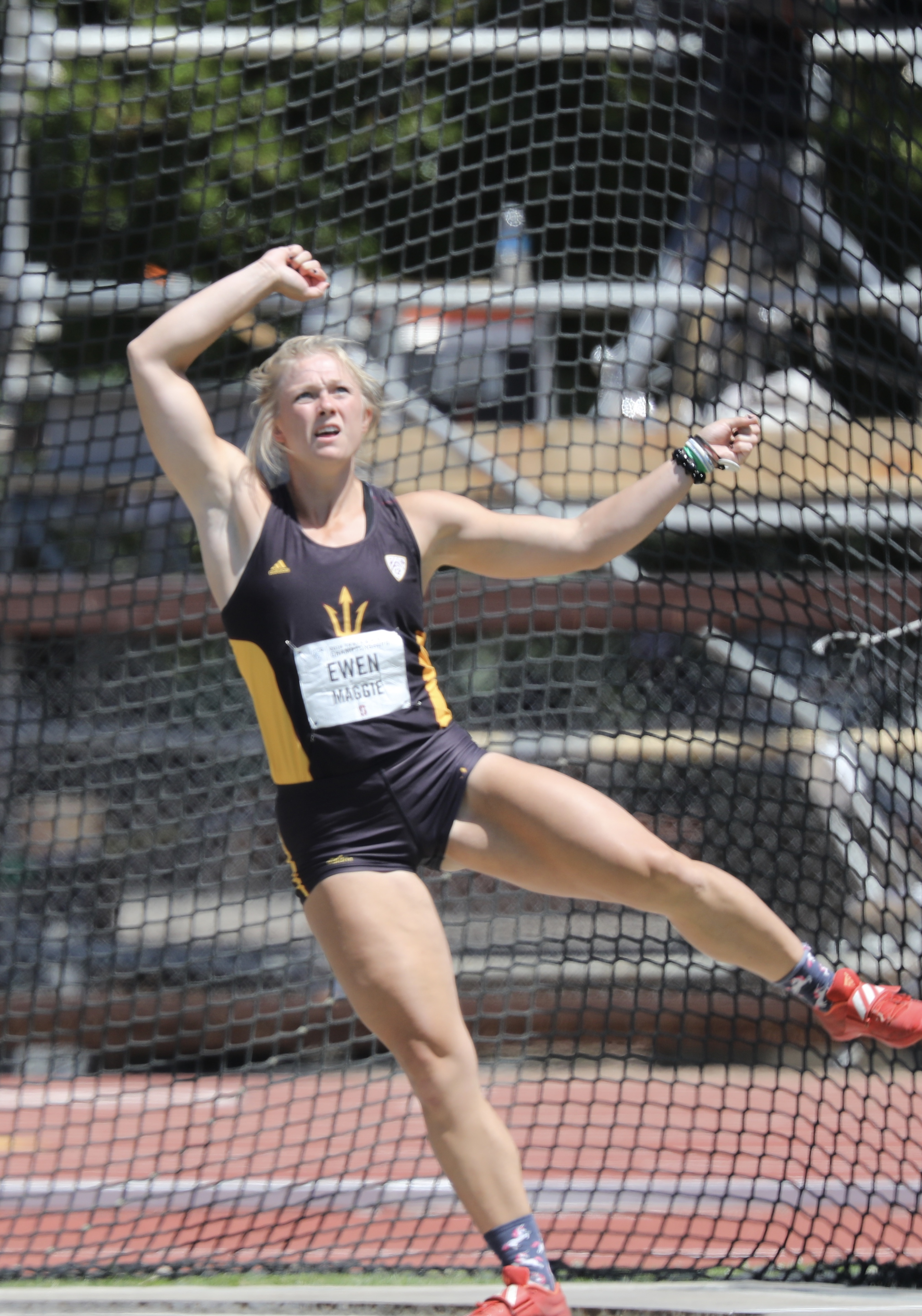
Magdalyn Ewen Rang zwölf mit 66,24 m
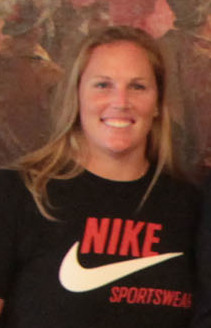
Jennifer Dahlgren ohne gültigen Wurf

## Finale
7. August 2017, 19:00 Uhr Ortszeit (20:00 Uhr MESZ)
Ganz eindeutige Favoritin war die polnische Weltrekordlerin Anita Włodarczyk. Alle großen Meisterschaften der letzten Jahre hatte sie für sich entschieden – sie war Olympiasiegerin 2012 / 2016, Weltmeisterin 2009 / 2013 / 2015 und Europameisterin 2012 / 2014 / 2016. Anwärterinnen auf die weiteren Medaillen waren vor allem die chinesische Olympiazweite von 2016 und Vizeweltmeisterin von 2015 Zhang Wenxiu, die britische Olympiadritte von 2016 und WM-Vierte von 2015 Sophie Hitchon sowie die Chinesin Wang Zheng als WM-Fünfte von 2015.
In den ersten drei Durchgängen gelang der Favoritin kein guter Wurf, immerhin konnte sie sich für das Finale der besten Acht qualifizieren. Die Führung übernahm zunächst Włodarczyks Landsfrau Malwina Kopron, die in Runde eins 74,76 m erzielte. Mit 74,31 m folgte Wang auf Platz zwei. Die Chinesin verbesserte sich im zweiten Durchgang auf 75,94 m und löste Kopron damit an der Spitze ab. Die Aserbaidschanerin Hanna Skydan brachte sich mit 73,38 m in Durchgang drei auf den dritten Rang. Włodarczyk war Sechste mit 71,94 m.
In Runde vier platzte bei Anita Włodarczyk dann der Knoten. Sie erzielte 77,39 m und verbesserte sich mit ihrem fünften Wurf noch einmal auf 77,90 m, womit die Entscheidung gefallen war. Wang steigerte sich im letzten Durchgang auf 75,98 m, was jedoch keine Auswirkungen mehr auf die Rangfolge hatte. Wang Zheng war Vizeweltmeisterin vor Malwina Kopron mit ihren 74,76 m aus Runde eins. Zhang Wenxiu hatte im fünften Wurf 74,53 m erzielt und belegte damit Rang vier vor Hanna Skydan. Sechste wurde Joanna Fiodorow, dritte Polin in diesem Finale. Sophie Hitchon erreichte am Ende Platz sieben.
| Platz | Athletin            | Land                | 1. Versuch | 2. Versuch | 3. Versuch | 4. Versuch                                  | 5. Versuch                                  | 6. Versuch                                  | Weite (m) |
| ----- | ------------------- | ------------------- | ---------- | ---------- | ---------- | ------------------------------------------- | ------------------------------------------- | ------------------------------------------- | --------- |
|       | Anita Włodarczyk    | Polen               | 70,45      | x          | 71,94      | 77,39                                       | 77,90                                       | 73,91                                       | 77,90     |
|       | Wang Zheng          | Volksrepublik China | 74,31      | 75,94      | 75,00      | 74,86                                       | 74,52                                       | 75,98                                       | 75,98     |
|       | Malwina Kopron      | Polen               | 74,76      | x          | x          | x                                           | 69,90                                       | 71,66                                       | 74,76     |
| 4     | Zhang Wenxiu        | Volksrepublik China | 69,70      | x          | 73,19      | 70,62                                       | 74,53                                       | 72,21                                       | 74,53 SB  |
| 5     | Hanna Skydan        | Aserbaidschan       | 72,45      | 72,38      | 73,38      | 71,70                                       | x                                           | 71,77                                       | 73,38     |
| 6     | Joanna Fiodorow     | Polen               | x          | 73,02      | 72,41      | 73,04                                       | 71,69                                       | 72,67                                       | 73,04     |
| 7     | Sophie Hitchon      | Großbritannien      | 71,47      | 71,62      | 71,80      | x                                           | 70,81                                       | 72,32                                       | 72,32     |
| 8     | Kateřina Šafránková | Tschechien          | 71,34      | x          | x          | x                                           | x                                           | 66,26                                       | 71,34 SB  |
| 9     | DeAnna Price        | USA                 | 65,20      | 67,46      | 70,04      | nicht im Finale der besten acht Werferinnen | nicht im Finale der besten acht Werferinnen | nicht im Finale der besten acht Werferinnen | 70,04     |
| 10    | Hanna Malyschtschyk | Belarus             | 69,43      | x          | 69,00      | nicht im Finale der besten acht Werferinnen | nicht im Finale der besten acht Werferinnen | nicht im Finale der besten acht Werferinnen | 69,43     |
| 11    | Kathrin Klaas       | Deutschland         | 67,83      | 68,91      | x          | nicht im Finale der besten acht Werferinnen | nicht im Finale der besten acht Werferinnen | nicht im Finale der besten acht Werferinnen | 68,91     |
| 12    | Alexandra Tavernier | Frankreich          | x          | 66,31      | 66,01      | nicht im Finale der besten acht Werferinnen | nicht im Finale der besten acht Werferinnen | nicht im Finale der besten acht Werferinnen | 66,31     |

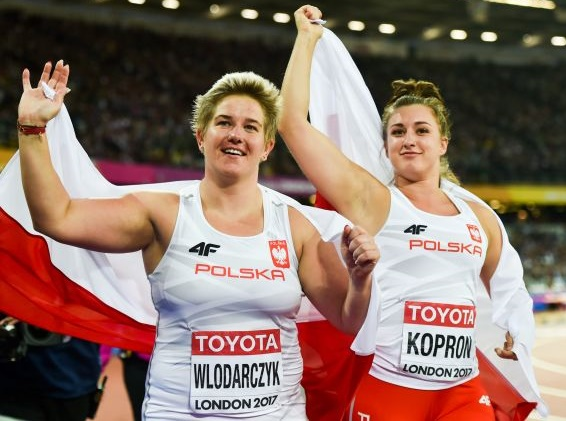
Die beiden Medaillengewinnerinnen aus Polen: Anita Włodarczyk (li., Gold) und Malwina Kopron (re., Bronze)
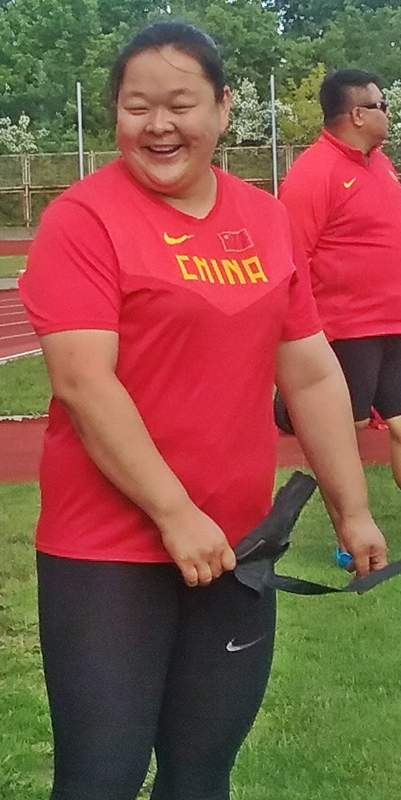
Vizeweltmeisterin Wang Zheng
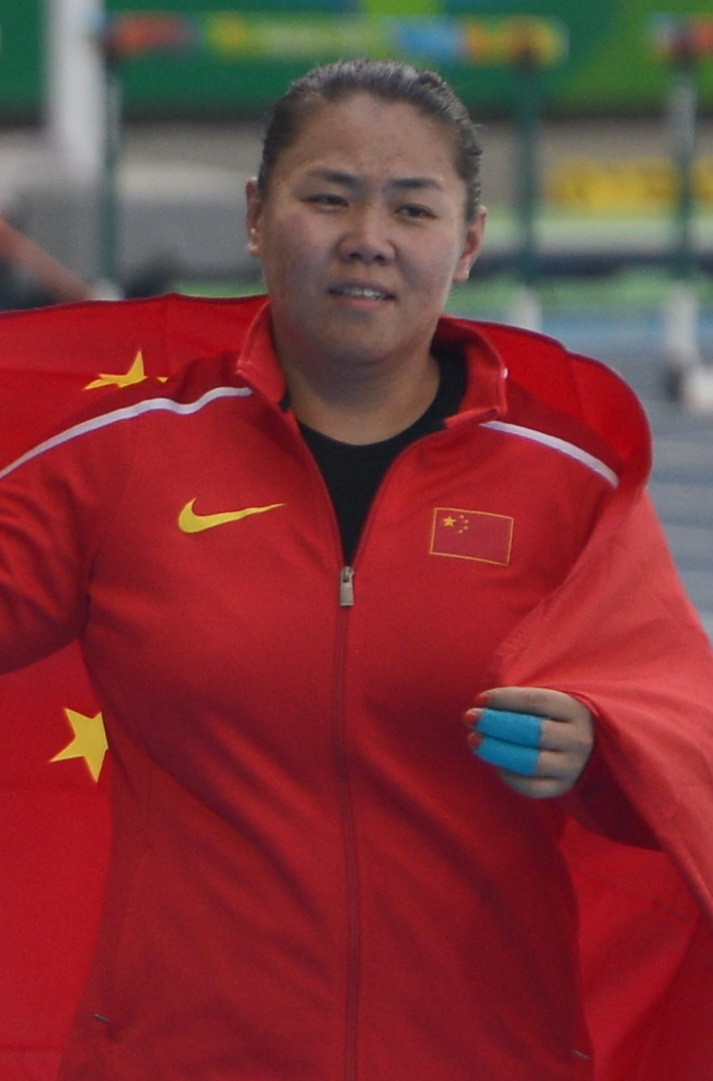
Die Chinesin Zhang Wenxiu wurde Vierte
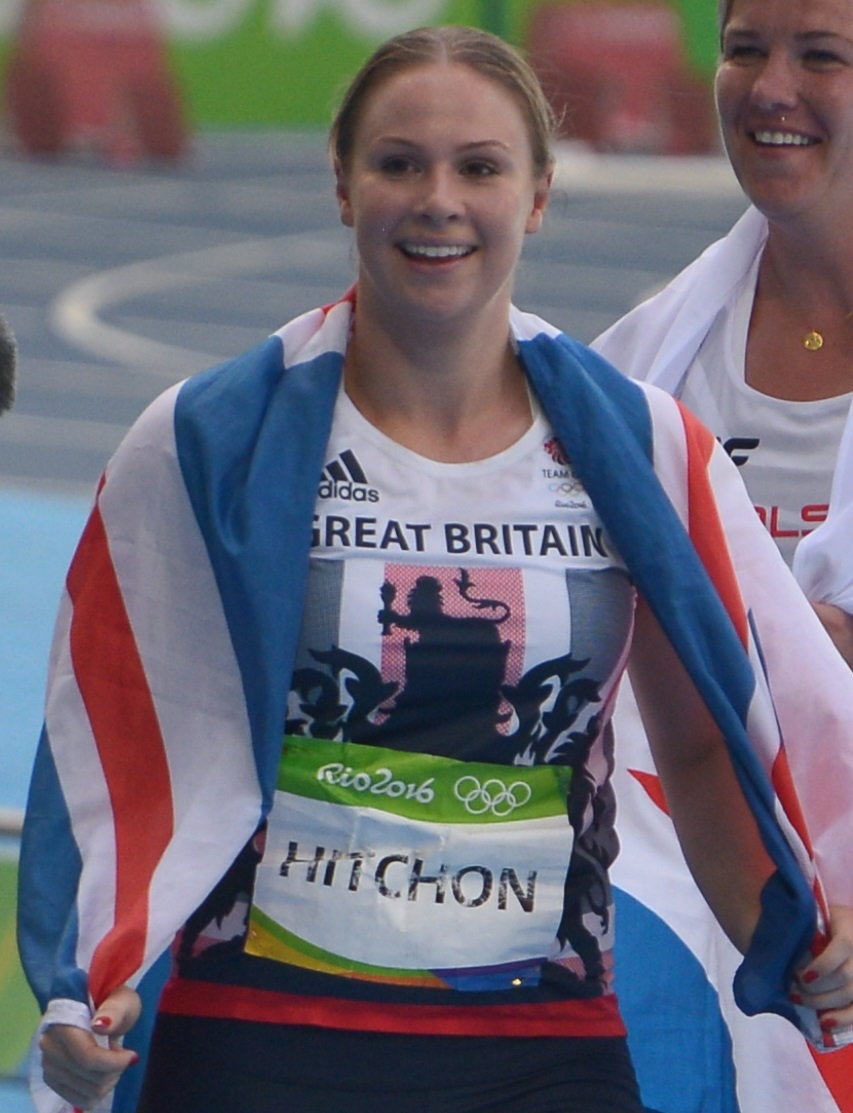
Sophie Hitchon kam auf den siebten Platz
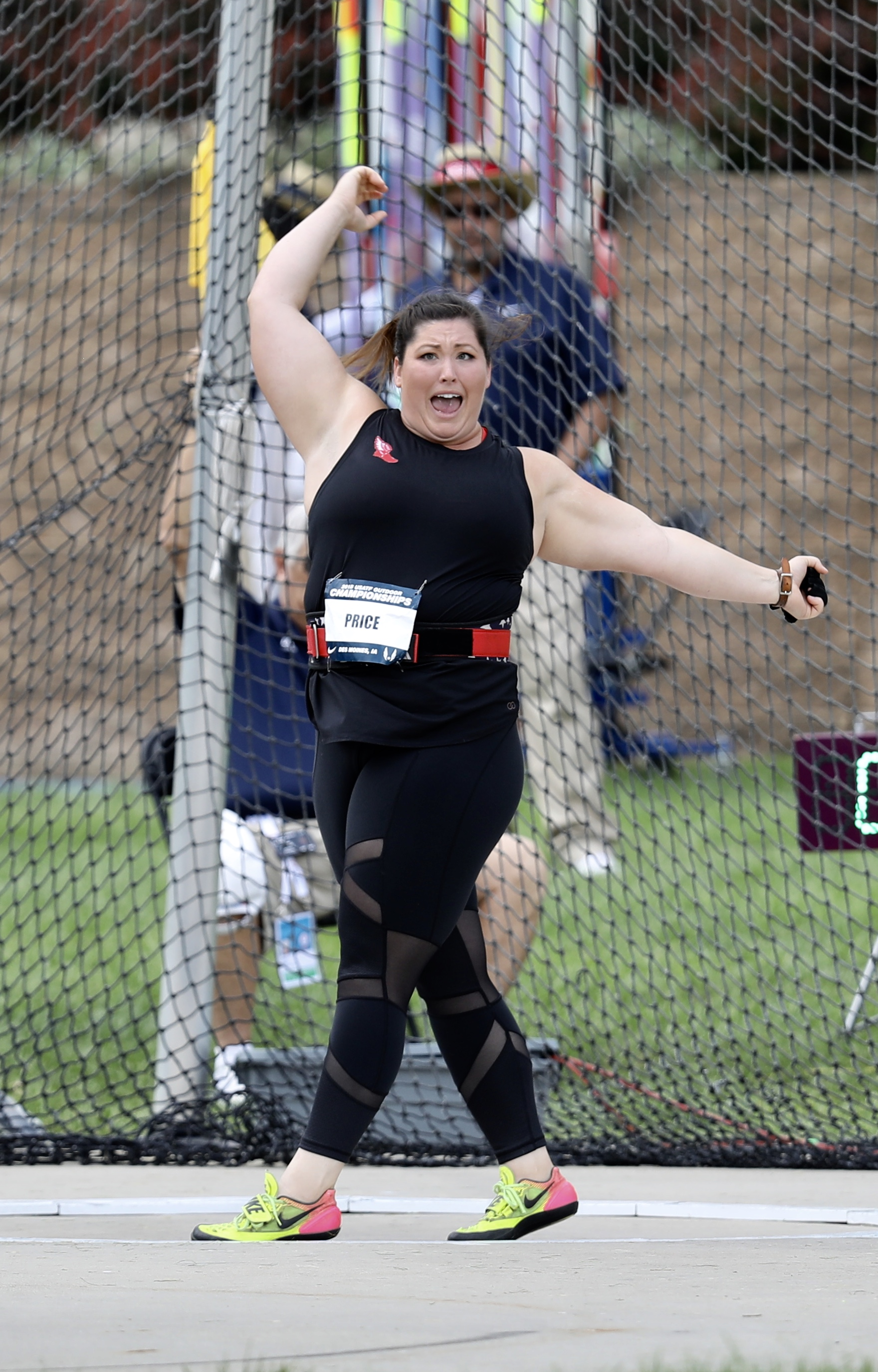
Rang neun für DeAnna Price
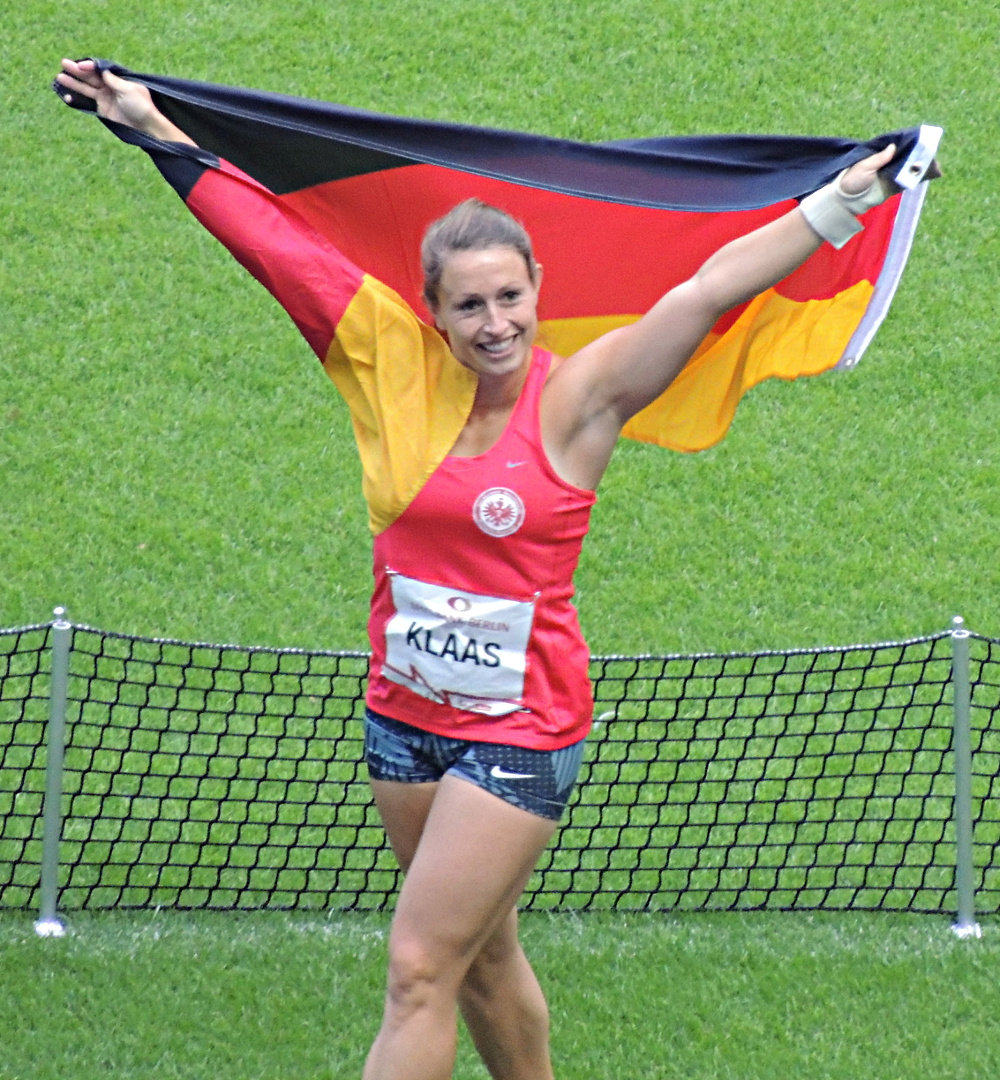
Kathrin Klaas – hier beim ISTAF Berlin 2015 – belegte den elften Platz
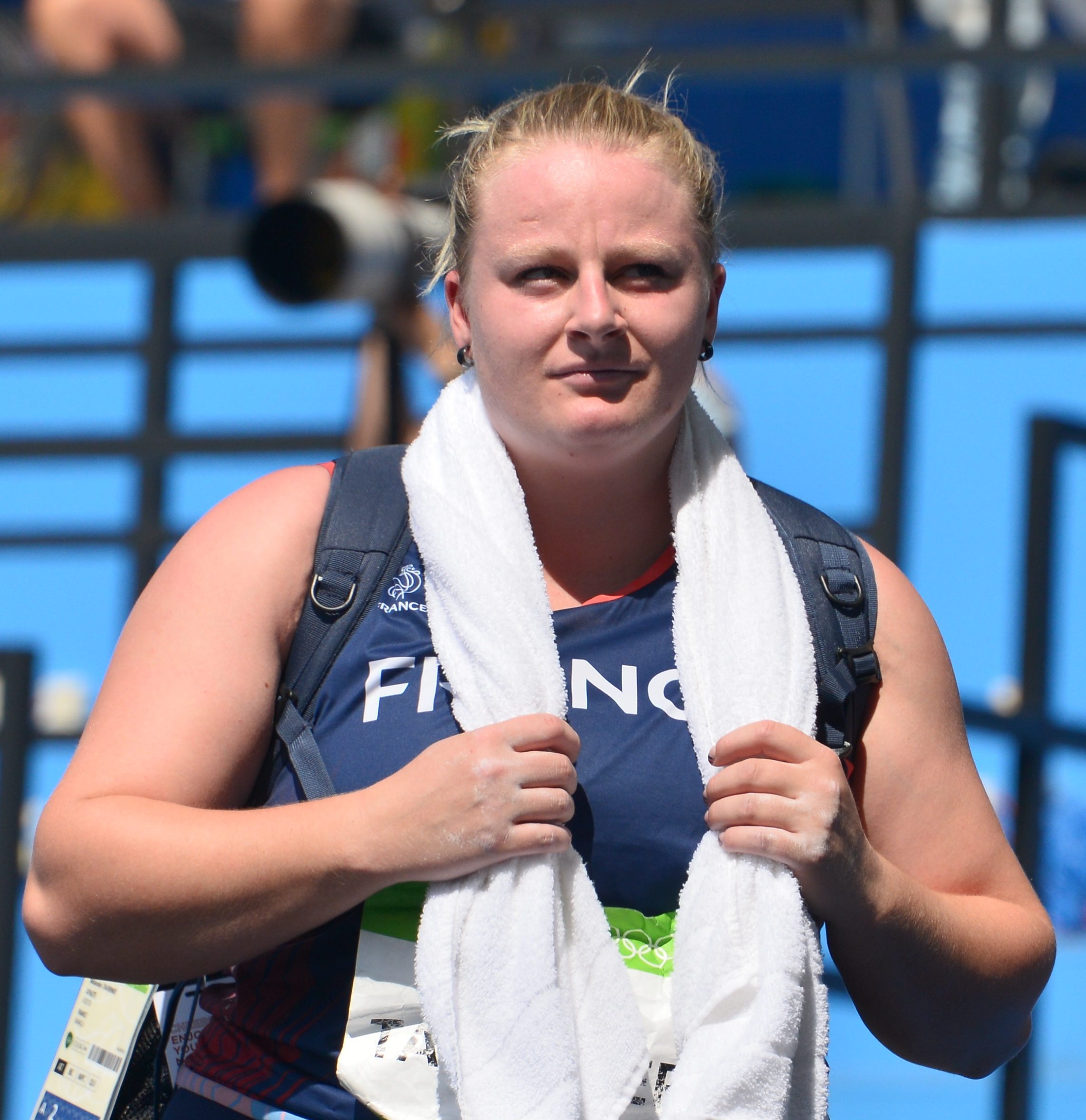
Alexandra Tavernier erreichte Rang zwölf

## Video
- WCH London 2017 Hammer Throw Women, Anita Włodarczyk wins, youtube.com, abgerufen am 9. März 2021